# Sárok
Sárok is een plaats (község) en gemeente in het Hongaarse comitaat Baranya. Sárok telt 168 inwoners (2001).